# Newag
| Artikelstump | Spire Denne artikel er en spire som bør udbygges. Du er velkommen til at hjælpe Wikipedia ved at udvide den. |

Newag S.A. er en polsk producent af tog og sporvogne med hovedkvarter i Nowy Sącz. De er specialiseret i produktion, vedligeholdelse og modernisering af jernbane-køretøjer.
Notable produktioner omfatter tog-serien Newag Impuls og sporvognen Nevelo.
I 1876 åbnede Royal Railway Workshop. I 1989 blev virksomheden overtaget af den polske stat og i 2003 blev virksomheden igen privatiseret og det nuværende navn blev indført.

## Softwareskandalen i 2023
Tekst mangler, hjælp os med at skrive teksten